# Rhodoprasina callantha
Espèce
Rhodoprasina callantha est une espèce d'insectes lépidoptères appartenant à la famille des Sphingidae, à la sous-famille des Smerinthinae, à la tribu des Smerinthini et au genre Rhodoprasina.

## Répartition et habitat
Répartition
L'espèce est connue au Sri Lanka, Inde, Thaïlande, au sud-ouest de la Chine, et au Vietnam.

## Description
L'envergure de l'imago varie de 90 à 120 mm. C'est une espèce sexuellement dimorphique, les femelles étant souvent considérablement plus grandes que les mâles. Les adultes ont des ailes antérieures vert olive (mâles) ou fauves-olive (femelles) fortement pointues, traversées par des lignes sombres en diagonale et des bandes blanches diffuses. La face dorsale de l'aile postérieure est carminée au-dessus des marges costales et vert olive pour ses marges anales. Le corps est vert olive et plus sombre sur la face ventrale. Les antennes sont roses et les tibias et les tarses sont noirâtres et gris.

## Biologie
Les adultes volent de janvier à avril et de nouveau d'août à novembre en Thaïlande.
Les chenilles se nourrissent des espèces du genre Quercus particulièrement de Quercus fenestrata en Inde.

## Systématique
- L'espèce a été décrite par l'entomologiste allemand Karl Jordan en 1929][1].